# الباكور

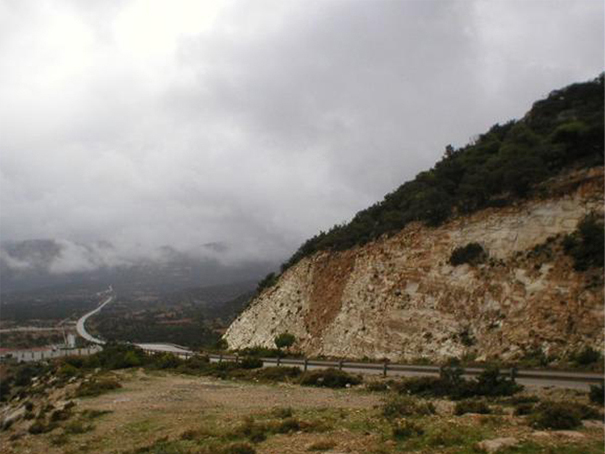
الباكور
منحدر جبلي يعتبر بوابة الجبل الأخضر، يوجد بين مدينة توكرة ومدينة المرج ويبعد عن بنغازي 75 كم إلى الشرق وسمي الباكور نسبة لولي صالح سيدي أحمد الباكور، وتوجد به غابات كثيفة وقلعة تركية قديمة.